# 虞順懋
虞順懋，中国民国大陆时期实业家、金融家。《文汇报》创办人之一和金主。

## 经历
1904年出生于上海，祖籍浙江镇海县，今属慈溪市。是“海上闻人”虞洽卿的第二子。早年就读于上海南洋公學附属小学（今南洋模范中学）。后入读南洋公学（上海交通大学前身）。他是徐鑄成、嚴寶禮的同窗好友，之后二人办报遇到资金周转问题，均向虞借钱，虞皆慷慨解囊相助。
接替虞洽卿任三北轮船公司经理，后改组为鸿安商轮公司。任三北機器造船廠经理，中意轮船公司经理，中國航運意外保險股份有限公司监察。推举为上海轮船业同业公会候补执行委员、上海市輪船業同業公會常务理事。1930年，虞与严宝礼合伙创办交通广告公司，投标承包当时沪宁、沪杭甬沿线铁路公路和铁路站台的路牌广告。1932年，斥资创办国光中学，今京西中学和建承中学，并出任首任校長。创办大懋公司，经营建筑业和房地产业。
1947年2月，李济深以回乡扫墓为名，在虞的协助下，登三北轮船公司旗下一轮船秘密离沪赴香港。 
斥资兴办《文汇报》，是当时《文汇报》董事和最大股东。

## 佳话
- 20世纪20年代，曾和李濟深结拜兄弟[8]。
- 曾协助营救李济深赴香港[5]。

## 遗迹
- 今上海中凯集团用房，原为虞氏所有[9]。